# 卡尔·斯文松 (1984年)
卡尔·斯文松（瑞典語：Karl Svensson，1984年3月21日—），生于延雪平，瑞典男子足球运动员，2006年1月完成成年国家队首秀。他曾代表瑞典国家队参加2006年国际足联世界杯。